# Élections législatives françaises de 1819
Les élections législatives françaises de 1819 ont eu lieu le 11 septembre 1819 dans le but de permettre le renouvellement d'un cinquième des députés à la Chambre des députés tels que stipulés initialement dans la Charte et mise en pratique par la Loi Lainé de 1817 en suivant le classement des départements en cinq séries par une ordonnance datant du 27 novembre 1816 - ainsi c'est la 3e série de départements qui doit élire ou renouveler ses députés cette année,.
Ces élections sont les dernières tenues sous les conditions de la Loi Lainé. Au terme d'une troisième campagne assurant une nouvelle victoire de la gauche (libéraux et républicains), le gouvernement est contraint de changer de loi électorale conduisant à l'adoption en 1820 de la loi du double vote.

## Système électoral
La Loi Lainé de 1817 revient sur l'ordonnance du 13 juillet 1815 et retourne aux limites d'âge prévues par les articles 38 et 40 de la Charte. Les députés sont élus au suffrage censitaire direct  (supprimant le suffrage à deux degrés précédant) par un collègue électoral unique se réunissant au chef-lieu du département. Tous les citoyens d'au moins 30 ans et payant au moins 300 francs d'impôts directs sont considérés électeurs. Les citoyens d'au moins 40 ans et payant au moins 1000 francs d'impôts directs sont éligibles,.

## Résultats
| Parti | Parti           | Députés  | Députés | +/- |
| Parti | Parti           | Sortants | Élus    | +/- |
| ----- | --------------- | -------- | ------- | --- |
|       | Libéraux        | 14       | 38      | 24  |
|       | Doctrinaires    | 15       | 9       | 6   |
|       | Ultraroyalistes | 23       | 5       | 18  |

## Analyse
Ce renouvellement confirme la tendance depuis les élections de 1816 d'un recul progressif des ultras et d'un renforcement du groupe des libéraux au détriment de ces premiers et des candidats dits « ministériels ». En effet, les candidats de la majorité ministérielle subissent le report des voix royalistes envers leurs opposants - y compris libéraux. On note également la présence de nombreux députés des Cent-jours,.
Voici ce qu'écrit la Minerve (journal à tendance libérale) à la sortie des élections :

« Ainsi partout les libéraux triomphent, parce que les libéraux sont la nation, parce que les ultras sont une faction, les ministériels une coterie et les doctrinaires rien. »

— Étienne de Jouy
En somme le gouvernement mené de fait par Élie Decazes paie sa mauvaise préparation aux élections mais subit aussi la stratégie des ultras qui souhaitent permettre une victoire des gauches afin de pousser le gouvernement à présenter une nouvelle loi électorale qui assurerait le retour d'une domination du parti du comte d'Artois.
Parmi les députés élus lors de cette élection se trouve l'abbé Grégoire pour l'Isère qui avait été évêque constitutionnel et ainsi député à la Constituante de 1789. Cette élection provoque un scandale notamment du fait de sa réputation de « régicide » et entraine son exclusion de la chambre le 6 décembre 1819,.
L'élection de l'Abbé Grégoire a aussi pour conséquence de tirer la sonnette d'alarme pour le gouvernement face à une stratégie anti-ultras qui lui échappe. Avec une majorité à 129 députés et dans l'optique d'un quatrième renouvellement d'un cinquième de la Chambre avec un résultat similaire, les députés de gauche (autant libéraux que républicains) sont assurés d'être majoritaires. 
Préparé à présenter la loi du double vote dans le courant du mois de février, l'assassinat du duc de Berry le 14 février 1820 et la présentation de lois liberticides (censure de la presse et facilités de détention sur suspicion sur cinq ans) conduisent le gouvernent dans une grave crise politique ; ce virement à droite est vécu comme une trahison par les doctrinaires. Abandonné par ces derniers menés par Broglie, Ternaux, Jordan et Royer-Collard, mis sous pression par les ultras (Vitrolles) mais aussi par les libéraux, Decazes est contraint à la démission le 20 février 1820. Il met alors fin à sa carrière politique dans l'exécutif. Cela entraîne le retour de Richelieu et marque la fin d'une période que l'historiographie nomme la « Restauration libérale »  (une ouverture à gauche par le centre initié dès 1816 pour contrer les ardeurs contre-révolutionnaires des ultraroyalistes).